# Frank Shakespeare
Frank Shakespeare, né le 31 mai 1930 à Philadelphie, est un rameur d'aviron américain. 

## Carrière
Frank Shakespeare participe aux Jeux olympiques de 1952 à Helsinki et remporte la médaille d'or en huit, avec Charles Manring, William Fields, Richard Murphy, James Dunbar, Robert Detweiler, Edward Stevens, Henry Proctor et Wayne Frye.